# Livada Mică, Satu Mare
Livada Mică (în maghiară Sárközújlak) este o localitate componentă a orașului Livada din județul Satu Mare, Transilvania, România.
 Acest articol despre o localitate din județul Satu Mare este deocamdată un ciot. Puteți ajuta Wikipedia prin completarea lui.